# Trichomyia onorei
Trichomyia onorei är en tvåvingeart som beskrevs av Freddy Bravo 2002. Trichomyia onorei ingår i släktet Trichomyia och familjen fjärilsmyggor. Inga underarter finns listade i Catalogue of Life.